# ミルモ (企業)
ミルモ（英: Millmo Inc.）は、東京都江東区に本社を置いていたITエンターテイメント企業である。